# Sōhei Kaneko
Sōhei Kaneko (jap. 金子宗平 Kaneko Sōhei; ur. 10 sierpnia 1937 w Numacie, zm. 31 lipca 2006 w Maebashi) – japoński lekkoatleta, dyskobol.
W 1962 zdobył brązowy medal igrzysk azjatyckich z wynikiem 46,21 m.
W 1964 wystartował na igrzyskach olimpijskich w rzucie dyskiem, zajmując 23. miejsce w kwalifikacjach z wynikiem 46,46 m.
Wielokrotny mistrz i rekordzista kraju.
Zmarł 31 lipca 2006 w Maebashi na raka trzustki. Pochowany został 3 sierpnia tegoż roku w Kiyoshisono.
Jego syn Munehiro również był lekkoatletą (mistrz Japonii w dziesięcioboju).

## Rekordy życiowe
- Rzut dyskiem – 51,28 (1964)